# Wasserstraßen- und Schifffahrtsamt Berlin
Das Wasserstraßen- und Schifffahrtsamt Berlin (WSA Berlin) war ein Wasserstraßen- und Schifffahrtsamt in Deutschland. Es gehörte zum Dienstbereich der Generaldirektion Wasserstraßen und Schifffahrt (vormals: Wasser- und Schifffahrtsdirektion Ost). Zum 15. September 2020 ging es im neugebildeten Wasserstraßen- und Schifffahrtsamt Spree-Havel auf.

## Zuständigkeitsbereich

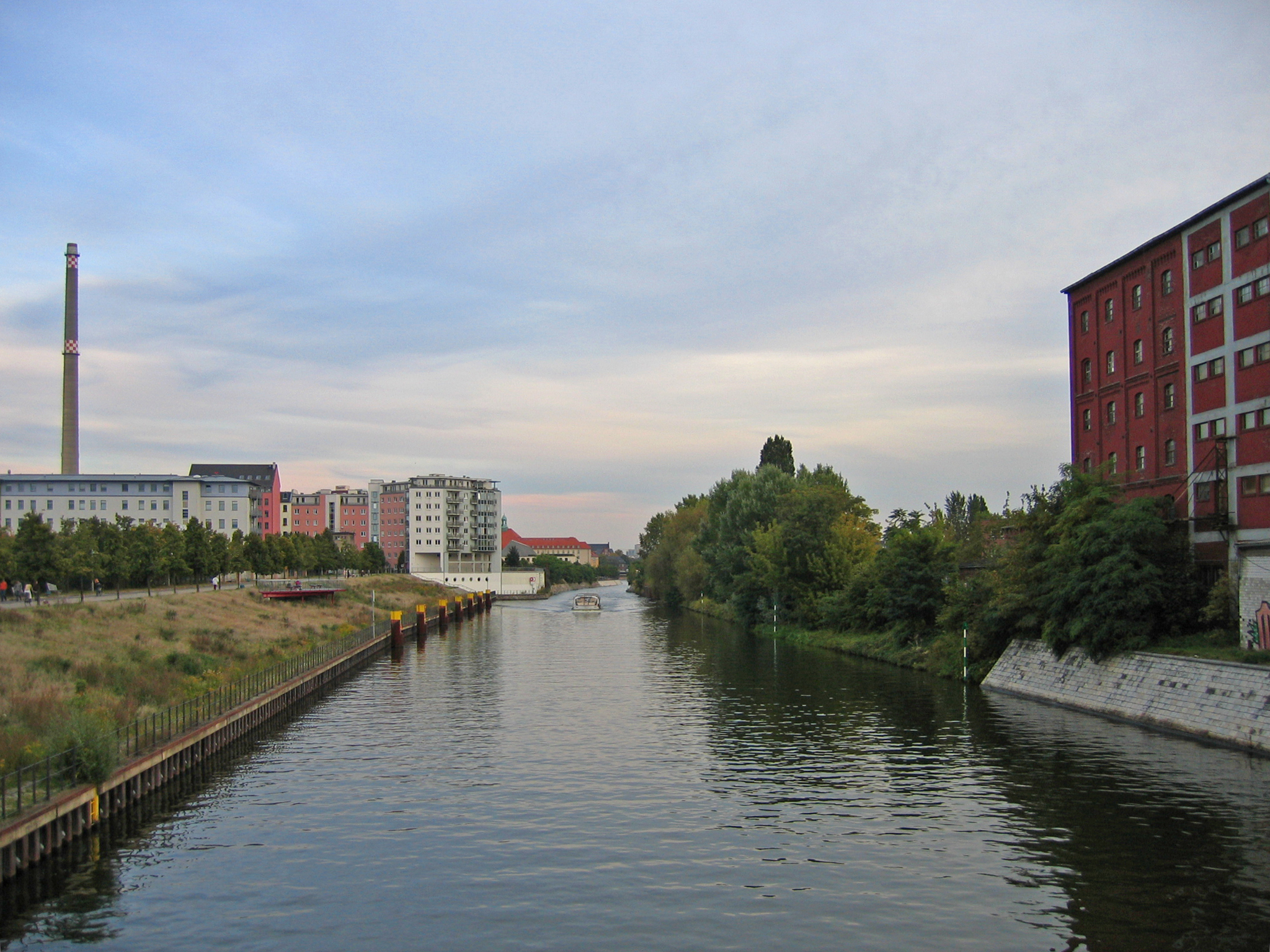
Berlin-Spandauer Schifffahrtskanal

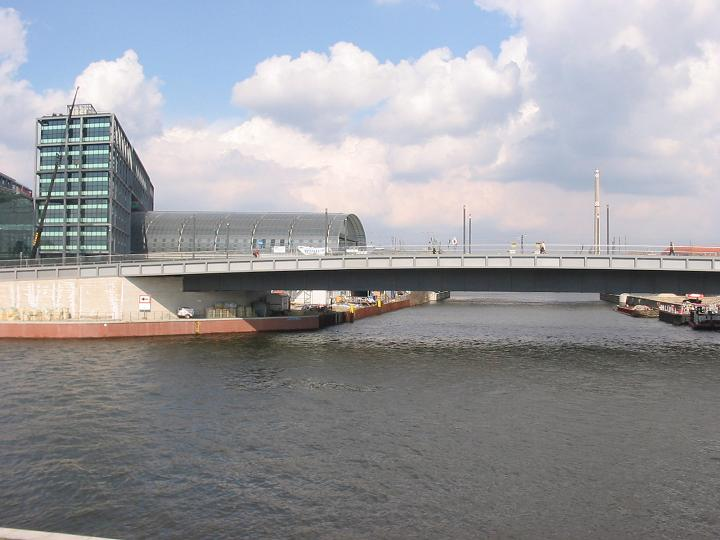
Berlin-Spandauer Schifffahrtskanal, Blick in den Humboldthafen

Britzer Verbindungskanal

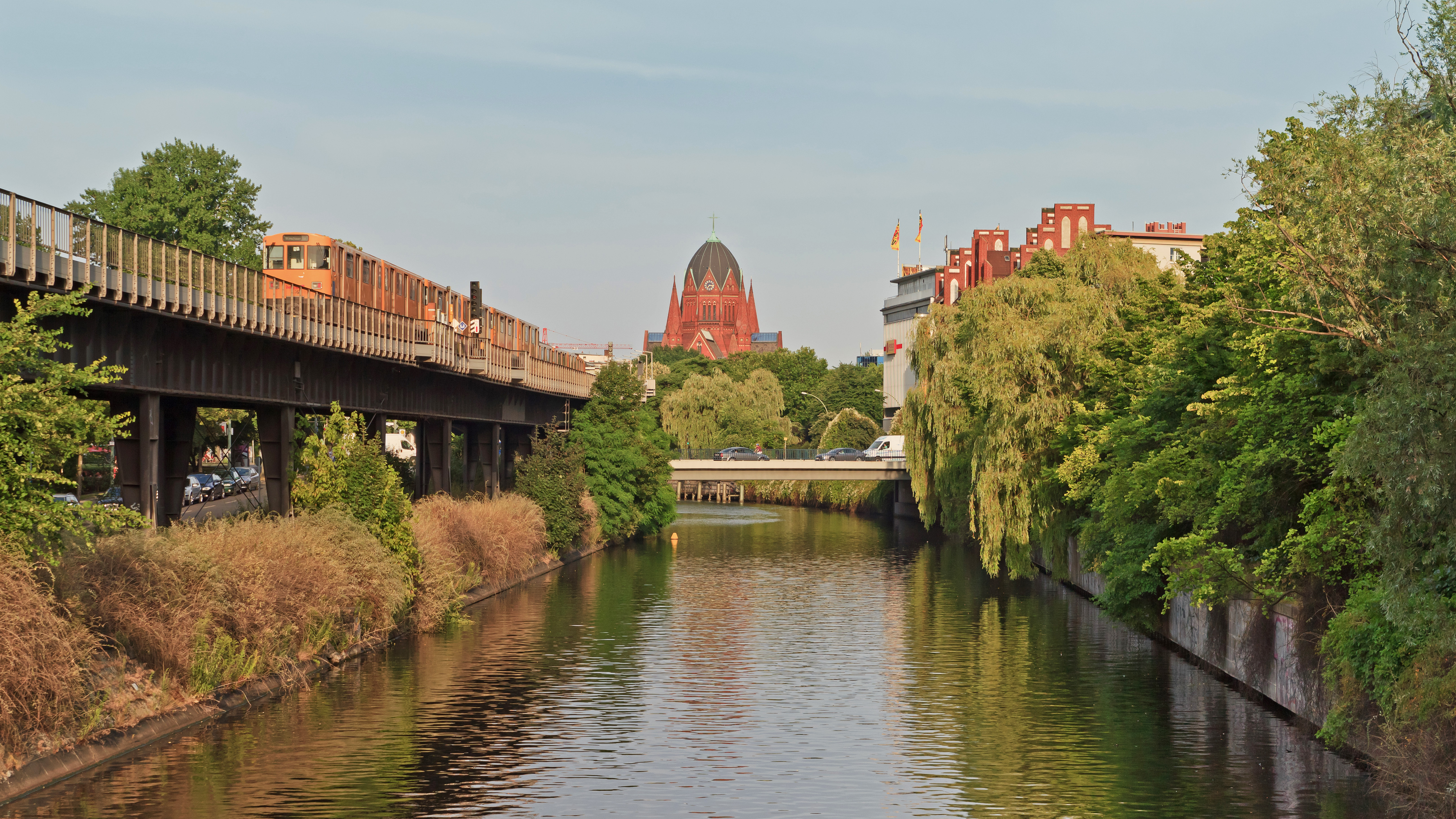
Landwehrkanal in Berlin-Kreuzberg

Das Wasserstraßen- und Schifffahrtsamt Berlin war zuständig für die Bundeswasserstraßen in Berlin, die Rüdersdorfer Gewässer, die Dahme-Wasserstraße, die Storkower und Teupitzer Gewässer und die Spree-Oder-Wasserstraße bis zur Oder in Eisenhüttenstadt.

## Aufgabenbereich
Zu den Aufgaben des Wasserstraßen- und Schifffahrtsamtes Berlin gehörten:
- Unterhaltung der Bundeswasserstraßen im Amtsbereich
- Betrieb und Unterhaltung baulicher Anlagen wie z. B. Wehre, Schleusen und Brücken
- Aus- und Neubau
- Unterhaltung und Betrieb der Schifffahrtszeichen
- Messung von Wasserständen
- Übernahme strom- und schifffahrtspolizeilicher Aufgaben.

## Außenbezirke
Zum Wasserstraßen- und Schifffahrtsamt Berlin gehörten die Außenbezirke in Spandau, Neukölln, Erkner, Kummersdorf und Fürstenwalde sowie der Bauhof Grünau. Die Außenbezirke waren neben der Unterhaltung diverser Anlagen und Bauten u. a. auch zuständig für die Unterhaltung und den Betrieb der Staustufen (Wehre und Schleusen) im jeweiligen Amtsbereich.
- Der Außenbezirk in Spandau war zuständig für den Berlin-Spandauer Schifffahrtskanal, den Charlottenburger Verbindungskanal, den Großen Wannsee, die Havel-Oder-Wasserstraße, den Ruhlebener Altarm, die Spree-Oder-Wasserstraße (von km 0,0 bis km 14,5), den Tegeler See, die Untere Havel-Wasserstraße, den Westhafenkanal und den Westhafen-Verbindungskanal.
- Der Außenbezirk in Neukölln war zuständig für die Spree-Oder-Wasserstraße vom Humboldthafen (km 14,5) bis zur Mündung des Britzer Verbindungskanals (km 26,4), den Rummelsburger See, den Neuköllner Schiffahrtskanal, den Britzer Verbindungskanal, den Landwehrkanal vom Spreekreuz (km 0,0) bis zum Osthafen (km 10,74), den Teltowkanal von Potsdam (km 0,0) bis Grünau (km 37,83), den Griebnitzkanal einschließlich Stölpchensee, Pohlesee und Kleiner Wannsee.
- Der Außenbezirk in Erkner war zuständig für die Große Krampe, den Langerhanskanal, die Löcknitz, die Müggelspree (von km 0,0 bis km 11,85), das Rüdersdorfer Gewässer, die Spree-Oder-Wasserstraße (von km 26,4 bis km 60,0) und den Seddinsee und Gosener Kanal.
- Der Außenbezirk in Kummersdorf war zuständig für die Dahme-Wasserstraße, die Notte, die Zernsdorfer Lanke, den Möllenzugsee, die Wernsdorfer Seenkette sowie die Storkower Gewässer (Scharmützelsee, Wendisch Rietzer Fließ, Dolgensee, Großer Storkower See, Storkower Kanal, Stahnsdorfer Fließ, Wolziger See, Bloßiner Fließ und Langer See) und Teupitzer Gewässer (Teupitzer See, Schweriner See, Zemminsee, Schulzensee, Großer Moddersee, Klein Köriser See, Hölzerner See und Schmöldesee).
- Der Außenbezirk in Fürstenwalde war zuständig für den Brieskower Kanal, die Drahendorfer Spree, den Kleinen Müllroser See, den Neuhauser Speisekanal, die Müggelspree (von km 44,85 bis km 45,10) und die Spree-Oder-Wasserstraße (von km 60,0 bis km 130,15)
- Der Bauhof Grünau nahm insbesondere Wartungs- und Instandsetzungsarbeiten an Schiffen und Anlagen des Wasserstraßen- und Schifffahrtsamtes Berlin wahr.

## Schleusen
- Schleuse Charlottenburg (Spree, Spree-Oder-Wasserstraße km 6,1)
- Schleuse Mühlendamm (Spree, Spree-Oder-Wasserstraße km 17,8)
- Schleuse Spandau (Havel, Havel-Oder-Wasserstraße km 0,58)
- Oberschleuse, Berlin (Landwehrkanal km 10,75)
- Unterschleuse, Berlin (Landwehrkanal km 1,67)
- Schleuse Plötzensee (Berlin-Spandauer Schifffahrtskanal km 7,45)
- Schleuse Neukölln (Neuköllner Verbindungskanal, verwaltet von der Stadt Berlin)
- Schleuse Kleinmachnow (Teltowkanal km 8,34)
- ehemalige Schleuse Große Tränke (Spree-Oder-Wasserstraße km 68,75 – 2004 demontiert)
- Schleuse Fürstenwalde (Spree-Oder-Wasserstraße km 74,75)
- Schleuse Kersdorf (Spree-Oder-Wasserstraße km 89,73)
- Schleuse Kummersdorf (Storkower Gewässer km 10,25)
- Schleuse Storkow (Storkower Gewässer km 15,42)
- Schleuse Wendisch-Rietz (Storkower Gewässer km 22,74)
- Schleuse Wernsdorf (Spree-Oder-Wasserstraße km 47,60)
- Schleuse Woltersdorf (Rüdersdorfer Gewässer km 3,78)
- Schleuse Neuhaus (Neuhauser Speisekanal km 2,75)
- Schleuse Neue Mühle (Dahme-Wasserstraße km 9,50)
- Zwillingsschachtschleuse Eisenhüttenstadt (Spree-Oder-Wasserstraße km 127,3)
- Ehemalige Stadtschleuse (Spreekanal km 0,9 – vorhanden, aber durch Betonplatte verschlossen, parallel zur Schleuse Mühlendamm)

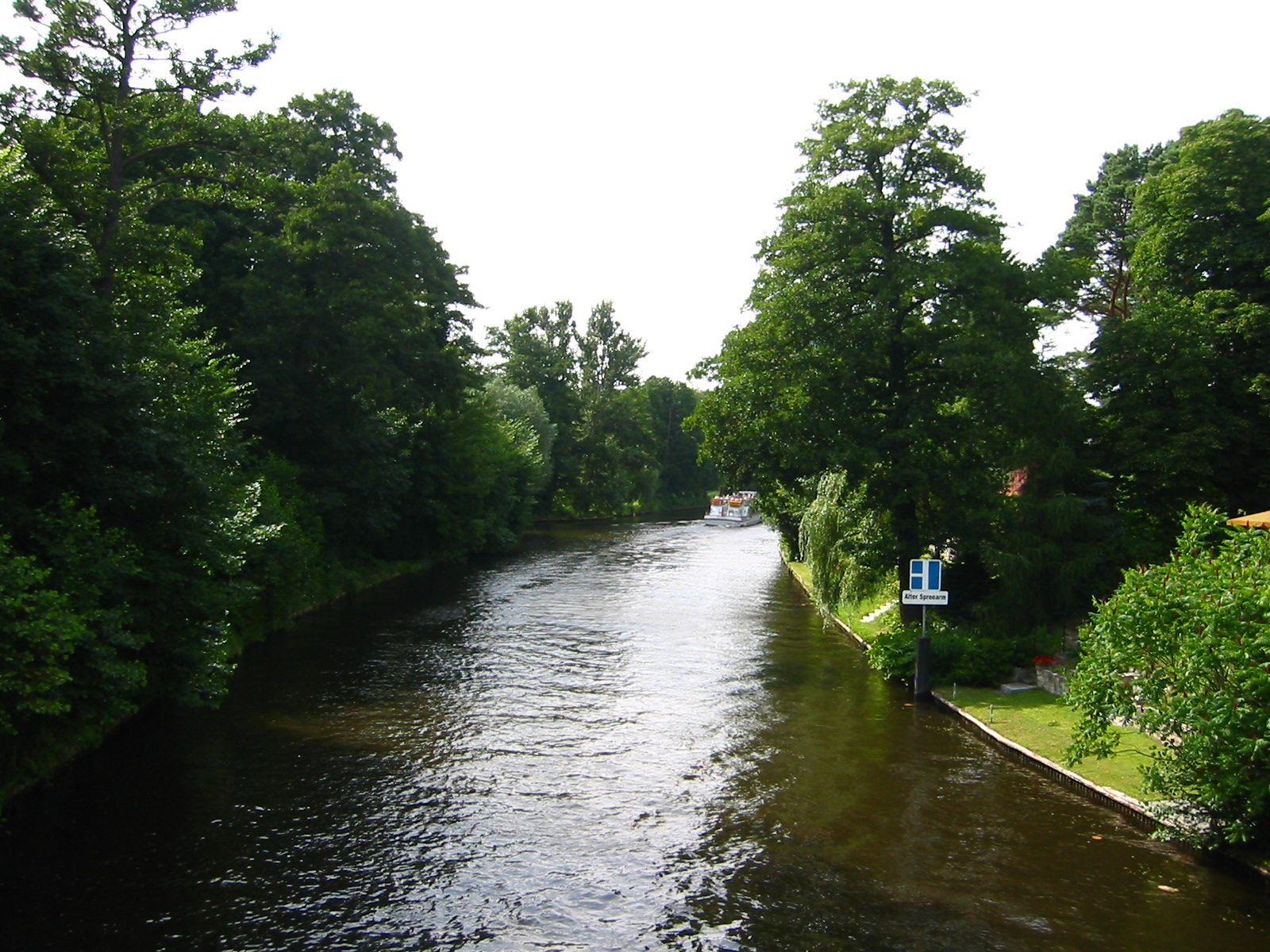
Müggelspree
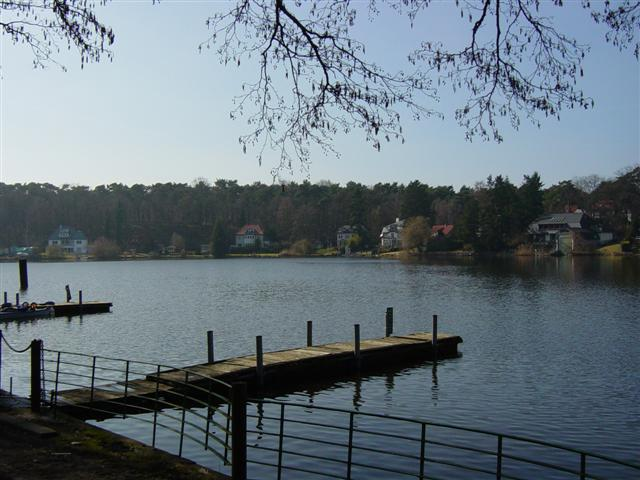
Blick auf den Stölpchensee
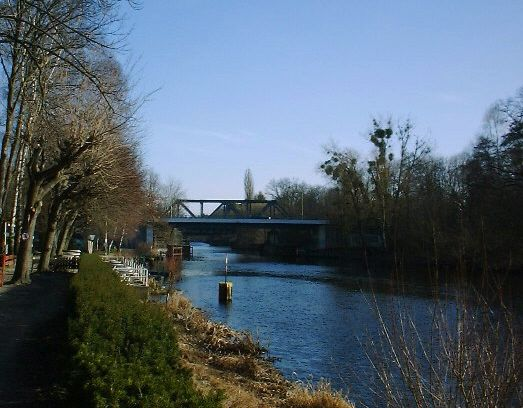
Teltowkanal

## Kleinfahrzeugkennzeichen
Den Kleinfahrzeugen im Bereich des Wasserstraßen- und Schifffahrtsamtes Berlin wurden Kleinfahrzeugkennzeichen mit der Kennung B zugewiesen.